# Kreiensen
Kreiensen là một đô thị của huyện Northeim, bang Niedersachsen, Đức. Đô thị này có diện tích 65,32 km². Đô thị này tọa lạc bên sông Leine, cự ly khoảng 20 km về phía bắc của Northeim, và 35 km về phía nam của Hildesheim.